# John Fahey
John Fahey (ur. 28 lutego 1939 w Waszyngtonie, zm. 22 lutego 2001 w Salem) – amerykański kompozytor i gitarzysta, grający stylem fingerstyle. Jeden z pierwszych, którzy używali gitary akustycznej jako instrumentu solowego. Jego bardzo wpływowy styl grania określano zapożyczonym z malarstwa terminem amerykański prymitywizm, co odnosiło się przede wszystkim do nie akademickiej natury jego sztuki, do faktu, że Fahey był samoukiem. John Fahey pełnymi garściami czerpał nie tylko z tradycji amerykańskiego folku i bluesa, w jego eklektycznym dorobku muzycznym znajdziemy odniesienia do muzyki poważnej, brazylijskiej czy indyjskiej. W 2003 pismo Rolling Stone umieściło go na 35. miejscu w rankingu „100 Największych Gitarzystów Wszech Czasów”.

## Kariera
John Aloysius Fahey urodził się w Waszyngtonie w bardzo muzykalnej rodzinie – oboje rodzice grali na pianinie. W 1945 przeprowadzili się na przedmieścia Waszyngtonu do Takoma Park (stan Maryland), gdzie w weekendy Fahey chodził często z rodziną na występy najpopularniejszych w owym czasie zespołów country i bluegrass. Jednak dopiero wykonywana przez Billa Monroe wersja przeboju Jimmie Rodgersa Blue Yodel No. 7, którą młody Fahey usłyszał w radio, zaszczepiła w nim pasję do muzyki.
W 1952 kupił swoją pierwszą gitarę. Wciąż rosnąca pasja do muzyki zachęciła Faheya do kolekcjonowania nagrań. Jego upodobania, skoncentrowane dotąd na muzyce country i bluegrass, wzbogaciły się, kiedy podczas jednej z wypraw po płyty w towarzystwie przyjaciela i mentora, muzykologa Richarda K. Spottswooda, usłyszawszy Praise God I'm Satisfied Blind Willie Johnsona odkrył swoją miłość do wczesnego bluesa. Dużo później Fahey porównywał to doświadczenie do religijnego nawrócenia – wiernym wyznawcą bluesa pozostał aż do śmierci.
W miarę postępów w technice gry i kompozycji Fahey wypracował styl w którym łączył styl fingerstyle, który odkrył w starym bluesie z dysonansami, jakie odkrył u współczesnych kompozytorów muzyki poważnej, takich jak Charles Ives i Béla Bartók.
W następnym roku Fahey, który nie wiedział, jak zdobyć dojście do większej wytwórni, a w dodatku był przekonany, że te nie zainteresują się jego nagraniami, zdecydował się wydać swój pierwszy album własnym sumptem, za zaoszczędzone i pożyczone pieniądze – pracował wówczas na stacji benzynowej. Tak narodziła się wytwórnia Takoma Records – nazwana tak od miasta w którym mieszkał. Na jednej stronie okładki, każdej ze stu kopii pierwszej płyty (tyle wytłoczono), widniało jego prawdziwe imię: „John Fahey”, na drugiej zaś humorystyczny przydomek „Blind Joe Death” jaki nadali mu jego koledzy i pierwsi fani. Płyty sprzedawał sam. Część rozdał, część przemycił do second handów i bluesowych sekcji lokalnych sklepów muzycznych, część zaś wysłał do badaczy muzyki folkowej – kilku z nich nabrało się myśląc, że stary pieśniarz ludowy Blind Joe Death naprawdę istnieje. Trzy następne lata zajęła Faheyowi sprzedaż reszty egzemplarzy.
W 1963 po obronie dyplomu z filozofii i religii na American University przeprowadził się do Kalifornii, aby podjąć studia filozoficzne na Uniwersytecie Kalifornijskim w Berkeley. Zamieszkawszy w kampusie Fahey rozczarowany był zarówno programem nauczania (później sugerował, że popełnił błąd wybierając kierunek studiów, bo to co chciał zrozumieć to była psychologia, a nie filozofia), jak i hipisowską sceną muzyczną Berkeley. W następnym roku Fahey przeprowadził się na południe do Los Angeles, aby móc uczestniczyć w programie magisterskim z folkloru na UCLA. Praca magisterska Faheya dotyczyła muzyki Charleya Pattona i została po obronie opublikowana. Pisząc ją korzystał z muzykologicznego wsparcia przyjaciela Alana Wilsona, założyciela zespołu Canned Heat.
W trakcie tego okresu Takoma Records wznowiła swoją działalność. Fahey i jego przyjaciel z Waszyngtonu Ed Denson zdecydowali się odnaleźć legendę bluesa Bukkę White, w tym celu wysłali telegram do Aberdeen (White śpiewał, że jego miastem rodzinnym jest Aberdeen – w podobny sposób odnaleziono Mississippi John Hurta). Nagrania White’a stanowiły pierwsze wydane nagrania, których autorem był ktoś inny niż Fahey. W 1963 ukazał się również drugi album Faheya Death Chants, Breakdowns and Military Waltzes. Ku ich zaskoczeniu jego album sprzedawał się lepiej niż nagrania Bukki White’a. Pomimo rozwoju kariery, Fahey nie występował publicznie jeszcze przez rok po nagraniu płyty.
Nagrania z połowy lat sześćdziesiątych przynoszą zmianę stylu, której korzenie odnajdziemy w muzyce dawnej oraz stylizacjach Faheya na blues lat dwudziestych. Nie było to jednak proste kopiowanie stylu, czego dowodzą utwory takie jak „When the Cactus Catfish is in Bloom” czy „Stomping Tonight on the Pennsylvania/Alabama Border”. Ten ostatni Fahey opisywał w następny sposób: „Otwierające akordy zaczerpnięte są z ostatniej części szóstej symfonii Vaughana Williamsa. Przechodzą następnie w motyw Skipa Jamesa. Ten przechodzi w chorał gregoriański Dies irae – to jeden z najbardziej przerażających z episkopalnej księgi hymnów, traktuje o dniu sądu. Następnie powraca do akordów Vaughana Williamsa, po których następuje blues nieznanego pochodzenia, potem znowu do Skipa James i tak dalej”. Cechą charakterystyczną klasycznych nagrań Faheya było dołączanie do płyty przydługich opisów na wewnętrznej obwolucie – była to parodia opisów jakie można było znaleźć na nagraniach bluesowych. Taki typowy opis był aktem podniosłego mitologizowania, które mieszało osobistą biografię, marzenia, folklor i mnóstwo niejasnych powiązań z opowieściami o bluesie i bluegrasie.
Późniejsze albumy z lat sześćdziesiątych, takie jak Requia and The Yellow Princess, stanowią kolaże składające się z elementów takich jak muzyka Gamelan, śpiewy mnichów tybetańskich czy odgłosy zwierząt, szczególnie ptaków. W 1967 podczas Berkeley Folk Festival Fahey nagrał płytę z Red Krayola (The Red Krayola: Live 1967), która została w 1998 roku zremasterowana i wydana ponownie przez wytwórnie Drag City.
Fahey rozwijał nie tylko swój twórczy dorobek, ale również ofertę Takoma Records, która poszerzyła się o nagrania artystów przez niego odkrytych. Byli to między innymi gitarzyści Leo Kottke, Robbie Basho, Peter Lang oraz pianista George Winston. Nagrany dla wytwórni debiut Leo Kottke'i 6- and 12-String Guitar okazał się największym jej sukcesem – sprzedało 500 000 kopii albumu. Wśród innych artystów nagrywających dla wytwórni znaleźli się Mike Bloomfield, Rick Ruskin, The Fabulous Thunderbirds, Maria Muldaur, Michael Gulezian oraz Canned Heat. W 1979 Fahey sprzedał Takoma Records wytwórni Chrysalis Records. Jon Monday, który zajmował od 1970 roku stanowisko głównego menadżera wytwórni pozostał jedynym pracownikiem, który zachował dawną pracę w Chrysalis. W 1995 Takoma została odsprzedana wytwórni Fantasy Records.

## Późniejsze lata
W połowie lat siedemdziesiątych zapał twórczy Faheya zaczął słabnąć, a artysta miał problemy z alkoholem. W związku z rozwodem stracił dom, jednak ożenił się ponownie, ponownie rozwiódł, aby w końcu z trzecią żoną w 1981 roku przeprowadzić się do Salem w stanie Oregon. W 1986 poważnie zachorował na zakażenie wirusem Epsteina-Barr, co spowodowało zaostrzenie innych chorób, między innymi cukrzycy. Kontynuował jednak występy w Salem i okolicach, głównie dzięki staraniom przyjaciół: jego żony Pam oraz Davida Finke. Starali się podtrzymać karierę Faheya organizując zaproszenia do radia, gdzie dawał krótkie koncerty. Kiedy jednak rozstał się z trzecią żoną wszystko zaczęło się szybko rozsypywać. W 1990 wydał album, jak się wydawało ostatni i zapadła cisza.
Fahey, chociaż wygrał pięcioletnią walkę z chorobą, spędził niemal cały początek lat dziewięćdziesiątych w biedzie, mieszkając zazwyczaj w tanich motelach. Z powodu choroby nie mógł koncertować. Rachunki za wynajem płacił odsprzedając rzadkie nagrania jakie znajdywał w second handach oraz z pieniędzy jakie dostał za zastawione gitary.
W 1994 roku Fahey, w wyniku publikacji notki o nim w Alternative Record Guide firmowanym przez Spin Magazine, zrozumiał, że teraz ma zupełnie nową publiczność, w której skład wchodziły alternatywne amerykańskie zespoły Sonic Youth czy Cul de Sac, brytyjski komik i pisarz Steward Lee czy awangardowy muzyk Jim O’Rourke. Byron Coley opublikował artykuł pod tytułem Prześladowania i zmartwychwstania Blind Joe Deatha (również w Spin magazine), w tym czasie wydana została dwupłytowa retrospektywa pod tytułem The Return of the Repressed – wszystko układało się tak, aby rozruszać karierę Faheya. I rzeczywiście nagle nowe wydania zaczęły się pojawiać szybko po sobie, równolegle z wznowieniami wszystkich wczesnych nagrań Takoma Records, dzięki wytwórni Fantasy Records.
W 1997 roku Jim O’Rourke wyprodukował album Faheya Womblife. W tym samym roku, Fahey nagrał album z Cul de Sac Epiphany of Glenn Jones (Glenn Jones to prowadzący gitarzysta grupy). Ten późny rozkwit pokazał jak bardzo artysta się zmienił. Melodyczne rozmarzenie i oparte na folku medytacje lat 60. i 70. Fahey demaskował jako „kosmiczny sentymentalizm”. Teraz jego muzyka była szorstka, zgrzytliwa i konfrontacyjna.
W tym czasie, kiedy zgłębiał bardziej eksperymentalną muzykę, jego pasja do tradycyjnej korzennej muzyki nie wygasła. Kiedy zdobył trochę pieniędzy (dostał spadek po ojcu, który zmarł w 1995 roku), Fahey założył wytwórnię Revenant Records, która wznawiała dawno zapomniane nagrania starego bluesa oraz old time music. W 1997 roku wydawnictwo wydało pierwszy plon, w postaci nagrań takich artystów jak gitarzysta Derek Bailey, pianista i kompozytor Cecil Taylor, Jim O’Rourke, pionierzy blugrass Stanley Brothers, old-time'owy mistrz banjo Dock Boggs, Rick Bishop z Sun City Girls, mistrz stylu slide na gitarze Jenks „Tex” Carman. Jednak najsłynniejszym albumem Revenant Records stała się siedmio-płytowa retrospektywa Charleya Pattona Screamin' and Hollerin' the Blues: The Worlds of Charley Patton, która w 2003 roku zdobyła trzy nagrody Grammy.
23 maja 1997 na WNUR-FM Airplay Show w Evanston, w stanie Illinois, Fahey do spółki z Jimem O’Rourke, który był odpowiedzialny za elektronikę i mixowanie na żywo, przedstawił niezwykły, improwizowany eksperymentalny set. Latem 1999 roku Fahey powrócił na festiwal WNUR-FM, aby przedstawić fragmenty swojej książki – wtedy nosiła tytuł Spank, a ostatecznie „How Bluegrass Music Destroyed My Life” (Jak muzyka Bluegrass zniszczyła moje życie). Wywiad, który z Faheyem przeprowadził na festiwalu Joe Cannon, pokazał, że artysta wydawał się odnaleźć nowe siły życiowe dzięki pisaniu i, teraz bardziej improwizatorskiemu i eksperymentalnemu, graniu.
Na jesieni 1999 roku koncertował w Europie. Jego życie postronnym obserwatorom wydawało się wymykać artyście spod kontroli. Starzy fani często wychodzili podczas koncertów, na co artysta nie zwracał jednak uwagi.
W 2000 roku wytwórnia Drag City wydała tom ezoterycznych opowiadań Faheya pod tytułem „How Bluegrass Music Destroyed My Life”, w edycji Damiana Rogersa i wstępem O’Rourke’a.
W lutym 2001 roku, tuż po swoich sześćdziesiątych drugich urodzinach John Fahey zmarł w szpitalu w Salem.
W 2006 roku wydane zostały aż cztery nagrania w konwencji „tribute to” poświęcone Faheyowi jako „gigantowi XX-wiecznej amerykańskiej muzyki”. Do tej pory, w sumie, nagrano sześć takich albumów.
The John Fahey Tribute Album: Revenge of Blind Joe Death został wydany w 2006 roku dla Fantasy Records i zawiera zarówno utwory Faheya w jego wykonaniu jak i w wykonaniu artystów takich jak: Dale Miller, George Winston, Michael Gulezian, Alex de Grassi, Charlie Schmidt, Canned Fish (Fito de la Parra i Larry Taylor z Canned Heat oraz Barry „The Fish” Melton (z Country Joe and the Fish)), David Doucet, Country Joe McDonald, Peter Lang, Terry Robb, Sean Smith, Henry Kaiser & John Schott, Nick Schillace, Stefan Grossman, Rick Ruskin, Phil Kellogg, Andrew Stranglen, Nels Cline & Elliott Sharp, Pat O’Connell, oraz Blind Joe Death. Za produkcję albumu odpowiedzialny był Jon Monday.

## Dyskografia
- 1959 Blind Joe Death
- 1963 Death Chants, Breakdowns and Military Waltzes (1st edition)
- 1964 The Dance of Death and Other Plantation Favorites
- 1965 The Transfiguration of Blind Joe Death
- 1966 The Great San Bernardino Birthday Party and Other Excursions
- 1967 Days Have Gone By
- 1967 Requia
- 1968 The Yellow Princess
- 1968 The Voice of the Turtle
- 1968 The New Possibility
- 1969 Memphis Swamp Jam (Three guitar duets by John Fahey, and Bill Barth using the pseudonyms of R L Watson and Josiah Jones.)
- 1971 America (full version released 1998)
- 1972 Of Rivers and Religion
- 1973 After the Ball
- 1973 Fare Forward Voyagers (Soldier's Choice)
- 1974 Old Fashioned Love
- 1974 The Essential John Fahey (Vanguard „twofer” double album)
- 1974 Leo Kottke, John Fahey & Peter Lang (Compilation)
- 1975 Christmas with John Fahey Vol. 2
- 1977 The Best of John Fahey 1959-1977
- 1979 John Fahey Visits Washington D.C.
- 1980 Yes! Jesus Loves Me
- 1980 Live in Tasmania
- 1981 Railroad
- 1982 Christmas Guitar Volume I (A rerecording of The New Possibility)
- 1983 Let Go
- 1983 Popular Songs For Christmas and the New Year
- 1985 Rain Forests, Oceans and Other Themes
- 1987 I Remember Blind Joe Death
- 1989 God, Time and Causality
- 1990 Old Girlfriends and Other Horrible Memories
- 1991 The John Fahey Christmas Album
- 1994 The Return of the Repressed (all previously released)
- 1996 Double 78
- 1997 The Mill Pond (Double EP)
- 1997 City of Refuge
- 1997 Womblife
- 1997 The Epiphany of Glenn Jones
- 1998 Georgia Stomps, Atlanta Struts and Other Contemporary Dance Favorites
- 1999 The Best of the Vanguard Years
- 2000 Hitomi
- 2003 Red Cross
- 2004 The Great Santa Barbara Oil Slick
- 2005 On Air
- 2006 Sea Changes & Coelacanths: A Young Person's Guide to John Fahey

## Spuścizna literacka
- Fahey, John (1966). A textual and musicological analysis of the repertoire of Charley Patton. (Thesis (M.A.)--University of California, Los Angeles.). LCCN 67-003863.
- Fahey, John (1970). Charley Patton. London: Studio Vista. LCCN 70-548903.
- Fahey, John (2000). How bluegrass music destroyed my life : stories / by John Fahey. Chicago: Drag City Incorporated. LCCN 99-075130.
- Fahey, John (2003). Vampire Vultures / by John Fahey. Chicago: Drag City Incorporated.